# アン・ブライス
アン・ブライス（Ann Blyth、本名Anne Marie Blythe、1928年8月16日 - ）は、1940年代・50年代に活躍していたアメリカ合衆国の女優である。

## キャリア
ニューヨーク州マウント・キスコに生まれ、ラジオ・舞台での子役経験を経て映画デビュー翌年の『ミルドレッド・ピアース』（1945）でジョーン・クロフォードの長女役を演じてアカデミー助演女優賞候補となった。映画出演は1957年の『追憶』が最後となったが、その後も1980年代まで舞台出演やテレビドラマへのゲスト出演は続けている。

## フィルモグラフィ
- ミルドレッド・ピアース Mildred Pierce (1945) ※アカデミー助演女優賞候補
- 真昼の暴動 Brute Force (1947)
- モナリザの微笑 A Woman's Vengeance (1948)
- 彼と人魚 Mr. Peabody and the Mermaid (1948)
- 恋人よ、いま一度 Once More, My Darling (1949)
- 歌う捕物帖 Top o' the Morning (1949)
- われら自身のもの Our Very Own (1950)
- 歌劇王カルーソ The Great Caruso (1951)
- 成吉思汗 The Golden Horde (1951)
- 世界を彼の腕に The World in His Arms (1952)
- 零号作戦 One Minute to Zero (1952)
- 兄弟はみな勇敢だった All the Brothers Were Valiant (1953)
- ローズ・マリー Rose Marie (1954)
- 皇太子の初恋 The Student Prince (1954)
- バスター・キートン物語 The Buster Keaton Story (1957)
- 追憶 The Helen Morgan Story (1957)